# Chinchilla
A Chinchilla az emlősök (Mammalia) osztályának rágcsálók (Rodentia) rendjébe, ezen belül a csincsillafélék (Chinchillidae) családjába tartozó nem.

## Rendszerezés
A nembe az alábbi 2 faj tartozik:
- rövidfarkú csincsilla (Chinchilla chinchilla) Lichtenstein, 1829 - korábban Chinchilla brevicaudata
- csincsilla (Chinchilla lanigera) Bennett, 1829 – típusfaj